# Microrégion de Ceres
La microrégion de Ceres est l'une des cinq microrégions qui subdivisent le centre de l'État de Goiás au Brésil.
Elle comporte 22 municipalités qui regroupaient 215 282 habitants en 2006 pour une superficie totale de 13 163 km².

## Municipalités[1]
- Barro Alto
- Carmo do Rio Verde
- Ceres
- Goianésia
- Guaraíta
- Guarinos
- Hidrolina
- Ipiranga de Goiás
- Itapaci
- Itapuranga
- Morro Agudo de Goiás
- Nova América
- Nova Glória
- Pilar de Goiás
- Rialma
- Rianápolis
- Rubiataba
- Santa Isabel
- Santa Rita do Novo Destino
- São Luís do Norte
- São Patrício
- Uruana